# Liste der Monuments historiques in L’Isle-Adam
Die Liste der Monuments historiques in L’Isle-Adam führt die Monuments historiques in der französischen Gemeinde L’Isle-Adam auf.

## Liste der Bauwerke
| Bezeichnung                | Beschreibung | Standort | Kennzeichnung | Schutzstatus | Datum | Bild           |
| -------------------------- | ------------ | -------- | ------------- | ------------ | ----- | -------------- |
| Château de Stors           | Schloss      | (Lage)   | PA95000008    | Inscrit      | 2001  | weitere Bilder |
| Kirche St-Martin           |              | (Lage)   | PA00080095    | Classé       | 1941  | weitere Bilder |
| Pavillon chinois de Cassan |              | (Lage)   | PA00080096    | Inscrit      | 1965  | weitere Bilder |

## Liste der Objekte

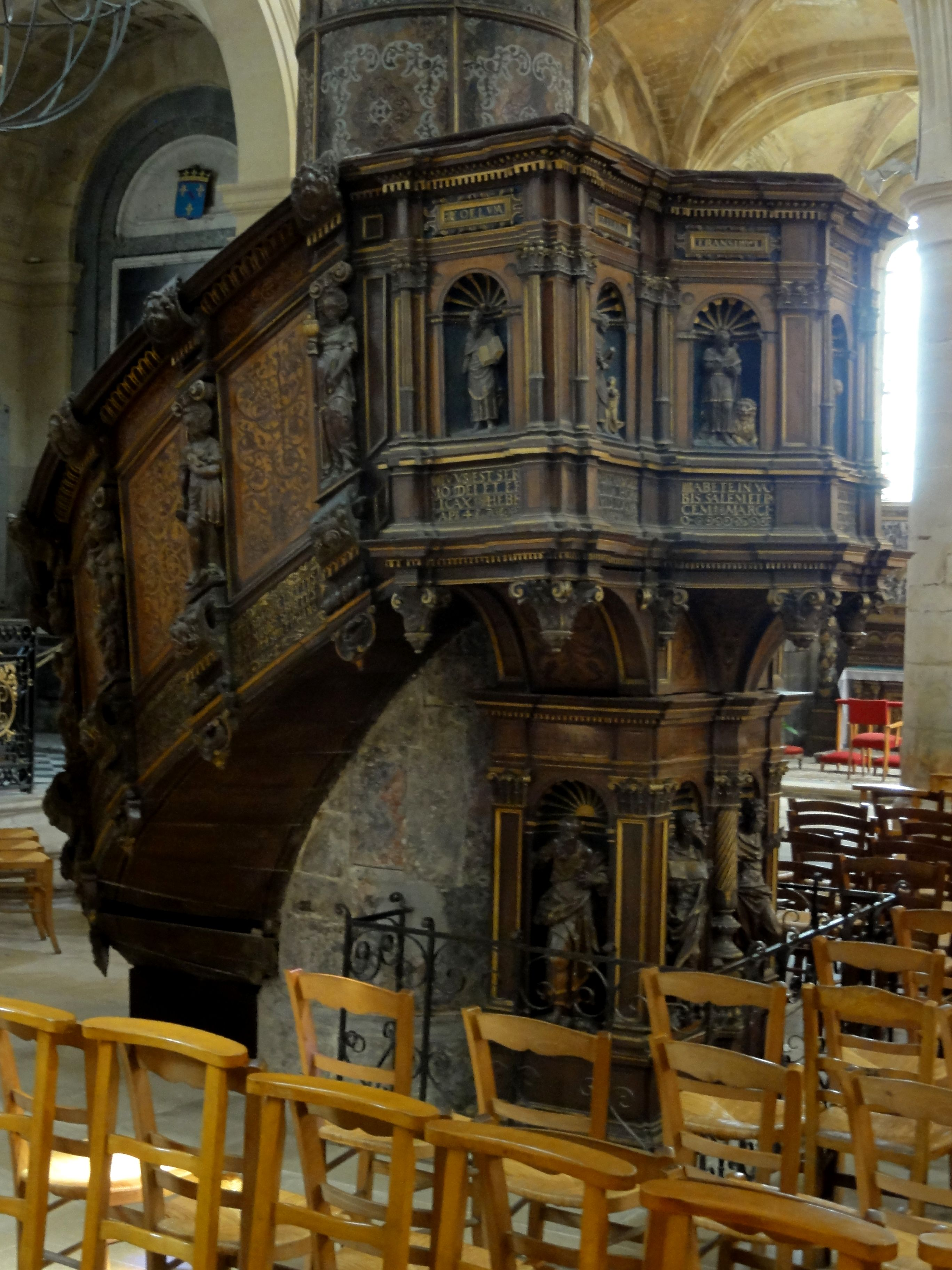
Kanzel (16. Jahrhundert) in der Kirche St-Martin

- Monuments historiques (Objekte) in L’Isle-Adam in der Base Palissy des französischen Kultusministeriums